# Adolphe Simon Neboux
Adolphe Simon Neboux est un médecin et naturaliste français né le 22 février 1805 à La Châtre (Indre) et décédé le 5 septembre 1885 qui a participé à un voyage autour du monde sur la frégate La Vénus (1836-1839), expédition commandée par Abel Aubert Du Petit-Thouars (1793–1864). A offert au Muséum de nombreux spécimens d'histoire naturelle dont des mammifères, des oiseaux, des reptiles et batraciens et des mollusques dont certains conservés dans l'alcool. Geoffroy Saint-Hilaire dira que bien peu de collections ornithologiques avaient jusque-là montré, proportionnellement au nombre, autant d'objets nouveaux et aussi dignes d'intérêt scientifique que celle de M.Neboux. En ce qui concerne la géologie il rapport 115 roches, Elie de Beaumont devait préciser en la circonstance que M. Neboux avait donné encore plus de valeur et d'intérêt aux échantillons de roches en fournissant toujours sur leur gisement des notes détaillées claires et précises. Le muséum qui ne possédait encore aucune roche du Kamtchatka et de Californie, put ainsi apprécier ces gisements nouveaux.